# Stanisław Słowik
Stanisław Słowik (ur. 16 maja 1940 w Libiążu) – polski prawnik i polityk, wiceprezydent Katowic (1980–1981) oraz wicewojewoda katowicki (1981–1985), poseł na Sejm PRL IX kadencji.

## Życiorys
W 1963 uzyskał tytuł zawodowy magistra prawa na Uniwersytecie Wrocławskim. Pracował w Dyrekcji Okręgowej Kolei Państwowych w Katowicach.
Działał w Zrzeszeniu Studentów Polskich. W 1959 został także działaczem Stronnictwa Demokratycznego, z ramienia którego objął w 1980 obowiązki wiceprezydenta Katowic, a w 1981 wicewojewody katowickiego. W 1985 został wybrany na przewodniczącego Wojewódzkiego Komitetu SD w Katowicach. W tym samym roku uzyskał mandat posła na Sejm PRL IX kadencji w okręgu Tychy. Zasiadał w Komisji Ochrony Środowiska i Zasobów Naturalnych, Komisji Spraw Zagranicznych, Komisji Nadzwyczajnej do rozpatrzenia projektu ustawy o zmianie ustawy Ordynacja wyborcza do rad narodowych oraz w Komisji Nadzwyczajnej do rozpatrzenia projektu Ordynacji Wyborczej do Sejmu oraz Ordynacji Wyborczej do Senatu. Był także radnym Miejskiej Rady Narodowej we Wrocławiu.
W latach 90. był m.in. radcą prawnym Rejonowego Przedsiębiorstwa Wodociągów i Kanalizacji w Katowicach.

## Odznaczenia
- Krzyż Kawalerski Orderu Odrodzenia Polski
- Złoty Krzyż Zasługi
- Medal 40-lecia Polski Ludowej